# Грос, Карой
Ка́рой Грос (венг. Grósz Károly, 1 августа 1930 года, Мишкольц — 7 января 1996 года, Гёдёллё) — венгерский партийный, политический и государственный деятель, член Венгерской социалистической рабочей партии, инициатор реформ 1980-х годов, в 1989 году — лидер консервативного крыла ВСРП. Председатель Совета Министров Венгерской Народной Республики (25 июня 1987 года — 23 ноября 1988 года), Генеральный секретарь Венгерской социалистической рабочей партии (22 мая 1988 года — 7 октября 1989 года).

## Биография
Родился 1 августа 1930 года в индустриальном предместье Диошдьер города Мишкольц на северо-востоке Венгрии в семье рабочего, активно поддерживавшего Коммунистическую партию Венгрии (КПВ). Согласно официальной биографии не только отец, но и дед Гроса были коммунистами-подпольщиками и дали ему соответствующее политическое воспитание. В 1945 году, в возрасте 15 лет, когда Мишкольц уже был освобождён советскими войсками, начал работать учеником наборщика в типографии и вступил в КПВ, в 1948 году переименованную в Венгерскую партию труда (ВПТ). С 1946 года работал в Боршодской областной типографии.

### Карьера партийного пропагандиста (1948—1956)
В 1948 году был избран секретарём Боршодского областного комитета коммунистического Венгерского народного союза молодёжи. В 1949 году направлен на работу в областной комитет ВПТ, а затем в Центральный комитет ВПТ.
В 1950 году по партийной путёвке направлен на учёбу в офицерское училище имени Шандора Петефи, а после его окончания — офицером-политработником в Венгерскую народную армию.
В 1954 году был демобилизован и назначен заведующим отделом агитации и пропаганды Боршодского областного комитета ВПТ. В этот период, как позднее признавался Грос, он, видя общее недовольство правлением коммунистов во главе с Матьяшем Ракоши, думал о выходе из партии. Но произошедшие в 1956 году изменения в СССР, связанные с критикой культа личности Сталина, побудили его остаться в ВПТ. «Решающее значение имели слова отца о том, что начинается нечто такое, что мы должны поддержать, и не может быть, чтобы это не коснулось Ракоши и его окружения» — вспоминал Грос.

### Во время событий 1956 года. Новый карьерный подъём (1956—1973)
Во время событий октября 1956 года, когда Боршодская организация ВПТ оказалась фактически без руководства, и Грос остался последним высокопоставленным работником обкома, ему пришлось взять на себя роль первого секретаря. Он вспоминал — «Действовать приходилось буквально наощупь, не имея источников информации, испытывая нажим со всех сторон. Тогда мне пришлось заново обдумать свою жизнь. Под воздействием событий 1956 года окончательно сформировались мои политические взгляды. Я их придерживаюсь, даже если это иногда грозит неприятностями». Однако в результате событий октября и ноября ВПТ распалась, и К. Грос стал членом воссозданной на основе ВПТ Яношем Кадаром Венгерской социалистической рабочей партии (ВСРП).
Вместе с тем имеющиеся источники ничего не сообщают о его деятельности в период с конца 1956 года по 1958 год и никак не объясняют его дальнейшего понижения в должности.
В 1958 году был назначен главным редактором боршодской областной газеты «Эсак Мадьярорсаг». В 1959 году заочно поступил на учёбу в Высшую политическую школу при ЦК ВСРП.
В 1961 году оставил пост главного редактора газеты, а в 1962 году, сразу после окончания ВПШ при ЦК ВСРП, стал секретарём партийного комитета венгерского радио и телевидения. В 1968 году назначен заместителем заведующего отделом агитации и пропаганды ЦК ВСРП. Во время работы на этом посту закончил Университет имени Лоранда Этвёша.

### Карьера в руководстве партии (1973—1984)
В 1973 году занял пост первого секретаря Фейерского областного комитета ВСРП, а в следующем, 1974 году его перевели в Будапешт заведующим отделом агитации и пропаганды ЦК ВСРП.
Режим Яноша Кадара в Венгрии был одним из самых либеральных в Восточной Европе и К. Грос на своём посту виделся журналистам из других стран социализма противником всякой цензуры. Работавший в те годы в Венгрии советский журналист Б. Шестаков вспоминал, как в 1977 году Грос на официальной встрече в Будапеште изложил свой взгляд на то, как прямо и откровенно журналисты должны освещать положение в странах социализма. Один из руководителей советской прессы был шокирован его концепцией, которую в СССР применят только через 10 лет и назовут «гласностью».
В 1979 году К. Гроса перевели из столицы на должность первого секретаря Боршодского областного комитета ВСРП, поставив во главе крупнейшего промышленного района страны. На этой должности в 27 марта 1980 года на XII съезде ВСРП он впервые был избран членом Центрального комитета ВСРП. В декабре 1984 года был возвращён из Мишкольца и возглавил самую многочисленную в стране столичную партийную организацию, заняв пост первого секретаря Будапештского городского комитета ВСРП.

### Инициатор реформ (1984—1987)
На первом собрании партийного актива столицы К. Грос, представившись и рассказав о себе, изложил свои реформаторские взгляды, своё видение истории партии и событий 1956 года. «Часто спрашивают, кто будет нести за это ответственность. Не ищите, это мы, наше поколение, но мы совершали эти ошибки искренне и отдали все силы их исправлению» заявил он. Зал был удивлён прямым заявлением нового руководителя и ответил аплодисментами. К. Грос несколько месяцев посвятил изучению дел, впервые за многие годы привлёк к сотрудничеству научно-техническую интеллигенцию и затем выступил с детально разработанными предложениями по модернизации индустрии Будапешта и системы управления ею. Его реформаторские инициативы были поддержаны Я. Кадаром, и в марте 1985 года на XIII съезде ВСРП в своей речи партийный лидер Будапешта заявил о необходимости экономических и политических реформ. Однако его выступление оказалась едва ли не единственным в таком роде.

В 1986 году Я. Кадар возложил на него работу по разработке второй (после 1968 года) экономической реформы и правительственной программы стабилизации экономического и социального развития. На её разработку, проходившую в ожесточённых спорах, ушло всё лето. («Лето 1986 года было чудовищным, иного слова не подберу. Работали днём и ночью…» — вспоминал Грос). В сентябре 1986 года Государственное собрание ВНР программу утвердило. Основными задачами программы были сокращение 18-миллиардной задолженности западным банкам, восстановление баланса в народном хозяйстве и прекращение снижения жизненного уровня населения. Параллельно должна была осуществляться демократизация общества и, на чём постоянно настаивал Грос, замена старых партийных кадров молодыми выдвиженцами. 
«Убеждён, что нам необходимо многоцветье индивидуальностей. Каждый человек, а тем более руководитель, должен привносить свои знания, убеждения, жизненный опыт, а не стараться угадывать мнение начальства. Человек умён не от того, в каком кресле он сидит» — заявлял Грос.
28 марта 1985 года, на организационном пленуме ЦК после XIII съезда ВСРП, он был избран членом Политбюро ЦК ВСРП.

## Во главе правительства (1987—1988)
К. Гросу, как автору правительственной программы, было поручено возглавить и правительство страны, которое должно было воплощать её в жизнь с учётом того, что в начале года ситуация в экономике резко ухудшилась.
25 июня 1987 года Государственное собрание ВНР избрало его Председателем Совета Министров Венгерской Народной Республики.
С уходом в отставку секретаря ЦК ВСРП по экономике Ференца Хаваши К. Грос, развив активную деятельность, переместил центр управления венгерской экономикой из ЦК ВСРП в Совет Министров.
17 июля он прибыл с двухдневным дружественным рабочим визитом в СССР, где встретился с Генеральным секретарём ЦК КПСС М. С. Горбачёвым. Как вспоминал Горбачёв, их беседа носила общеполитический характер. Грос рассказал советскому лидеру о ситуации в Венгрии и особо остановился на кадровой политике ВСРП. Он сказал, что произведённые в руководстве партии замены недостаточны и многие коммунисты недовольны, что замена кадров идёт медленно. Тяжёлую ситуацию в экономике Венгрия надеется улучшить собственными силами, но руководство страны вынуждено пойти на снижение жизненного уровня, и открыто заявит об этом народу. «Первые энергичные шаги Гроса принесли ему авторитет в глазах значительной части рабочих, партийного актива и усилили критический настрой по отношению к высшему эшелону руководства» — вспоминал Горбачёв.
13—14 октября К. Грос во главе венгерской делегации вновь посетил Москву, где принял участие в 43-м внеочередном заседании сессии Совета Экономической Взаимопомощи на уровне глав правительств.
К концу 1987 года правительству Гроса удалось снизить дефицит государственного бюджета с 43 миллиардов до 35 миллиардов форинтов и перевыполнить план по объёму произведённого национального дохода (он составил 3,2 % против 0,6 % в 1986 году и 2,1 % по плану). Венгрия также получила рекордные доходы от туризма (её посетили 19 миллионов иностранцев). Правительство расширило инвестиционные ресурсы за счёт использования национального дохода, кредитов Международного банка реконструкции и развития и зарубежных капиталов создаваемых смешанных предприятий (их число к концу года достигло 59). Правительство поощряло индивидуальную трудовую деятельность и благодаря этому 36000 работников ушло из государственного сектора экономики. Однако попытка выйти на рынки западных стран путём предоставления больших льгот экспортным предприятиям и трёхкратной девальвации форинта не принесла успеха — основными торговыми партнёрами оставались страны СЭВ. Чистый внешний долг Венгрии увеличился до 10,9 миллиардов долларов. Проведённое правительством централизованное повышение цен на продукты питания привело к сокращению реальной заработной платы населения.
В декабре 1987 года К. Грос провёл административную реформу управления,  ликвидировал три комиссии по экономическим вопросам при Совете Министров и взамен создал единую планово-экономическую комиссию. Министерства внутренней торговли и министерство внешней торговли были объединены в министерство торговли ВНР. В целях сокращения аппарата управления были укрупнены и другие министерства. Под контролем Национального банка были созданы пять коммерческих банков, действовавших на принципах хозрасчёта.
Несмотря на определённые успехи правительства, в декабре 1987 года пленум ЦК ВСРП назвал неудовлетворительными темпы модернизации экономики и констатировал отставание от требований правительственной программы стабилизации.
В следующем 1988 году правительству удалось незначительно снизить задолженность страны за счёт увеличения долларового экспорта и перехода на поставки продовольствия в СССР по мировым ценам. Правительству удалось увеличить число совместных предприятий с 59 до 220 и этим путём привлечь в страну около 200 миллионов долларов инвестиций. С 1 января 1988 года была введена в действие новая система налогообложения. Было прекращено строительство новых крупных промышленных объектов, сокращены или отменены государственные дотации на ряд товаров, что привело к росту цен. Не желая допустить резкого снижения жизненного уровня, правительство использовало систему выплаты компенсаций для населения, что увеличило дефицит бюджета. В августе 1988 года Венгрия после долгих переговоров установила отношения с Европейским сообществом, и, в сентябре, первой из стран СЭВ, подписала с ним широкомасштабное соглашение о торговом и экономическим сотрудничестве. Однако план прорыва на западные рынки сталкивался с неконкурентоспособностью венгерской социалистической экономики. В июне 1988 года на сессии Государственного собрания было признано, что продукцию на уровне мировых стандартов выпускают всего 3 % венгерских предприятий, и всего 12 % венгерских товаров могут конкурировать на внешнем рынке
В начале апреля 1988 года Я. Кадар, который продолжал пользоваться неизменной поддержкой в ВСРП, сам предложил К. Гросу возглавить партию. Грос в свою очередь настоял на том, чтобы Кадар хотя бы формально остался лидером ВСРП, но при этом были отправлены в отставку 5 или 6 наиболее консервативных членов Политбюро. В конце апреля Грос в одном из своих интервью заявил, что каждый политический деятель должен вовремя уходить в отставку, имея в виду Кадара, но не называя его по имени.

## Генеральный секретарь ВСРП (1988—1989)
22 мая 1988 года на пленуме ЦК ВСРП, состоявшемся после Всевенгерской партийной конференции, К. Грос был избран генеральным секретарём ВСРП, сохранив за собой пост главы правительства. Параллельно был учреждён пост Председателя ВСРП, который сначала был церемониальным (его занял Я. Кадар). Конференция обновила на треть состав ЦК и больше чем наполовину состав Политбюро ЦК ВСРП (заменены 7 из 12 его членов). Она признала планы, утверждённые XIII съездом ВСРП в 1985 году, нереальными и Грос заявил о своей личной ответственности за это, так как сам голосовал за эти планы на съезде. Как новый лидер партии он сделал её деятельность более открытой, начав публикацию подробных отчётов и даже прямые трансляции с пленумов ЦК ВСРП.
4—5 июля 1988 года он совершил свою первую зарубежную поездку после избрания Генеральным секретарём. Он посетил Москву, где вновь встретился с М. С. Горбачёвым (они беседовали больше трёх часов). Горбачёв похвалил его за решение, принятое в отношении Кадара. Сам Грос отметил, что вся история ВСРП — это сплошной отказ от прошлого и сохранение фигуры Кадара необходимо, иначе у партии не останется авторитета. Грос сообщил Горбачёву, что в Политбюро ЦК ВСРП не осталось никого, кто был в нём до 1985 года и что теперь в нём представлены различные силы. Грос признал, что это ставит под угрозу единство партии, но другого выхода он не видит.
12 июля 1988 года он дал телевизионное интервью и заявил, что на реализацию его программы реформ потребуется 10 лет и к моменту её завершения он уже уйдёт на пенсию, так как сам добивался ограничения полномочий выборных руководителей двумя сроками.
Вскоре после этого, 26—28 июля 1988 года, посетил с официальным визитом США. Это было первое за 42 года (в июне 1946 года США посетил премьер-министр Венгрии Ференц Надь) посещение Соединённых Штатов главой правительства Венгрии. К. Грос также стал первым венгерским коммунистическим лидером, посетившим Вашингтон. Он встретился с президентом США Рональдом Рейганом, членами его администрации и представителями деловых кругов. Эта поездка дала толчок развитию экономических связей с США, — американские фирмы сразу же проявили интерес к Венгрии.
В 1989 году также совершил поездки в Польшу, ГДР, Иран, Канаду, Великобританию, Австрию, Испанию и Францию. 28 августа в городе Арад он встретился с лидером Румынии Николае Чаушеску.
23 ноября 1988 года К. Грос передал пост главы правительства секретарю ЦК ВСРП по экономике Миклошу Немету. «Я очень недоволен сделанным, — заявил он, — правда, я был бы такого же мнения и в том случае, если бы результаты были большими». «Со всей ответственностью заявляю, что правительственная программа реальна, осуществима, пусть не за три, а за четыре года, и нет необходимости изменять намеченные цели».

## Внутрипартийная борьба
К. Грос считал партию главным инструментом реформирования и модернизации Венгрии и не собирался отказываться от её руководящей роли. Он надеялся, что преобразования в ВСРП позволят ей остаться у власти и привести страну к новым достижениям. Он говорил: 
«Примеры недавнего прошлого доказывают: где парализована партия, паралич поражает всё общество. В обновлении партии непосредственно заинтересованы не только коммунисты, но и каждый гражданин налей страны». «Мы стремимся сделать партию более живой, более политичной, ибо только такая партия способна сегодня привести общество в движение». «Свою руководящую роль партия считает служением трудовому народу…». «Партия — не собрание людей, которые никогда не ошибаются. Главное не в том, чтобы не ошибаться, а в том, чтобы иметь смелость признать ошибку и исправить её. Классовым интересам нужно служить так, чтобы это отвечало интересам народа, общества в целом».
 Стремясь сохранить лидерство ВСРП и курс на социализм, Грос выступал против реабилитации Имре Надя.
Пленум ЦК ВСРП 11—12 февраля 1989 года принял решение о переводе реформ в сферу политики и 20 февраля руководящая роль партии была отменена.
23 марта К. Грос вылетел в СССР, где 24 марта встретился с М. С. Горбачёвым и обсудил с ним ситуацию в партии и пути «совершенствования социализма».

Бурные внутрипартийные дискуссии привели к тому, что 12 апреля на пленуме ЦК всё Политбюро во главе с К. Гросом ушло в отставку. Лишились своих постов также секретарь по идеологии Я. Берец и секретарь по организационным вопросам Я. Лукач. К. Грос был переизбран генеральным секретарём, но свои позиции в партии усилили его оппоненты Режё Ньерш, Имре Пожгаи и Миклош Немет. Это не изменило позиции Гроса. Он заявил: 
«Вопрос о том, найдёт ли венгерский социализм своё место в обновляющемся социалистическом мире, сможет ли лучше, чем до сих пор, приспособиться к динамично развивающимся процессам в мировой экономике… Я готов уйти в любой момент, если почувствую себя препятствием на пути позитивных процессов».
Стремление Гроса идти на большие перемены в экономике также имело границы. Когда встал вопрос о реструктуризации венгерских шахт и о закрытии некоторых из них, это вызвало протесты шахтёров. Опасаясь волны забастовок и всплеска безработицы, Грос фактически приостановил процесс реформирования отрасли.
10 мая пленум ЦК заочно освободил Я. Кадара от обязанностей Председателя партии и уведомил его об этом письмом. 16 июня, несмотря на сопротивление К. Гроса, в Будапеште были торжественно перезахоронены останки Имре Надя и четырёх его сподвижников.
24 июня 1989 года решением пленума ЦК ВСРП во главе партии встал Президиум из 4 членов, а пост Председателя партии занял оппонент Гроса, бывший социал-демократ Р. Ньерш, который и стал фактическим лидером ВСРП. В президиум вошли также Грос, сохранивший пост генерального секретаря, глава правительства Миклош Немет и государственный министр Имре Пожгаи.
25 июля 1989 года оба оппонента, Р. Ньерш и К. Грос, в Москве встретились с М. С. Горбачёвым в присутствии секретаря ЦК КПСС А. Н. Яковлева. Это была последняя поездка Гроса в СССР, как одного из лидеров Венгрии.
Тем временем ВСРП теряла авторитет, сокращалась её численность. В то же время начался вывод из Венгрии войск СССР, сворачивалась работа в рамках СЭВ и власти начали прямой диалог с оппозицией. После того, как венгерским гражданам был разрешён свободный выезд за рубеж, поездки в Австрию и другие западные страны стали массовыми и вызвали большой отток капитала. Усилия правительства Гроса по привлечению капиталов были сведены на нет и к лету 1989 года страна оказалась на грани банкротства. В то же время профсоюзы требовали повышения заработной платы, а отказывать им власти не хотели, опасаясь забастовок. Результатом этого стал всплеск инфляции.

К. Грос оказался в меньшинстве во время партийной дискуссии о том, должна ли партия сохранить приверженность идеологии марксизма-ленинизма (Грос был сторонником этой точки зрения) или перейти на платформу социал-демократии. Он заявлял: 
«Не марксизм оказался ложной, малоценной идеей, а мы плохо сдали экзамен на готовность принимать конкретную ситуацию и приспосабливаться к ней».
 Против него выступили Дьюла Хорн, Миклош Немет и Имре Пожгаи, считавшие, что только сменой идеологии и приспособлением к парламентской демократии можно спасти партию от полного краха.

## Уход с политической арены
7 октября 1989 года XIV съезд ВСРП принял сторону противников Гроса и переименовал ВСРП в Венгерскую социалистическую партию. За это решение проголосовали 1202 депутата, против — 159, воздержались 38 депутатов. Р. Ньерш остался председателем партии. К. Грос окончательно лишился власти в стране и в партии, оставшись рядовым членом ЦК, так как должность генерального секретаря партии была упразднена .

М. С. Горбачёв так объяснял причины поражения Гроса — 
«Ему не удалось наладить взаимопонимание и взаимодействие с более широкими кругами реформаторски настроенной части партии и общества. В этом была его главная внутриполитическая трудность. Вероятно, это произошло потому, что он вообще тяготел к авторитарным методам. Сказалась и нехватка опыта. Грос действовал самоотверженно, но когда встала задача реформирования партии, ему не хватало кадаровского искусства компромиссов, маневрирования».
18 декабря 1989 года сторонники Гроса собрались на продолжение XIV съезда, воссоздали Венгерскую социалистическую рабочую партию (ныне Венгерская рабочая партия) и завили о продолжении её деятельности. Грос стал лидером партии, председателем возрождённой ВСРП избрали бывшего помощника генерального секретаря Дьюлу Тюрмера.
На первых свободных выборах 25 марта и 8 апреля 1990 года новая ВСРП потерпела полное поражение и не прошла в парламент.
22 апреля 1991 года К. Грос заявил, что по секретному договору с СССР на территории Венгрии размещалось атомное оружие.
Скончался 7 января 1996 года от рака почек в Гёдёллё в 15 километрах от предместий Будапешта в возрасте 65 лет.

## Частная жизнь
К. Грос был женат, имел двоих сыновей. К моменту избрания его лидером партии у него было уже 4 внука. Переехав в 1984 году в Будапешт, Грос поселился вместе с семьёй одного из сыновей в обычной пятикомнатной квартире, второй его сын остался жить в Мишкольце. Став главой правительства, он отказался от ежегодного отпуска. Говорили, что он часто работает по 18 часов в сутки. В свою первую поездку в Москву в качестве лидера партии (1988 год) Грос совершил как простой пассажир на лайнерах авиакомпании «Malév» и во время полётов оживлённо беседовал с другими пассажирами. На обычном рейсовом лайнере он отправился и в США. Грос увлекался охотой и рыбной ловлей.

## Награды
В период службы в Венгерской народной армии Грос был награждён медалью «За рабоче-крестьянскую власть».

## Сочинения
К. Грос был автором книги «Социализм и современность» (1987).
Список сочинений:
- Károly Grósz: Szocializmus és korszerűség. Nemzeti és történelmi felelősség, Kossuth, Budapest 1987 (386 Seiten)
- Károly Grósz: Eleven, mozgalmi pártot! Interjú Grósz Károllyal, az MSZMP főtitkárával, Kossuth, Budapest 1988 (29 Seiten)
- Károly Grósz: Kiállni a politikáért, tenni az országért! Grósz Károly beszéde a budapesti pártaktíván, 1988. november 29., Kossuth, Budapest 1988 (33 Seiten)
- Károly Grósz: Nemzeti összefogással a reformok sikeréért! Beszéd a Csongrád megyei pártértekezleten, 1988. december 10. Beszéd a Borsod megyei pártaktíván, 1988. december 16. Beszéd az MTESZ jubileumi ülésén, 1988. december 16., Kossuth, Budapest 1989 (57 Seiten)